# Niue
Niue er en autonom ø i det sydvestlige Stillehav, med selvstyre under New Zealand. Den er beliggende ca. 700 km øst for Tonga. Landet er befolkningsmæssigt det næstmindste selvstændige område i verden. Hovedstaden er Alofi.

## Historie
Europa begyndte at blande sig i Niue i 1774, hvor kaptajn James Cook opdagede øen, som han kaldte "Savage Island" (vildøen). Legenden siger, at Cook navngav øen på den måde, fordi han fortolkede øens krigers kropmaling som blod og blev nægtet at gå i land.
Næste gang Niue blev besøgt var af London Missionary Society 1846. Niue var for en kort tid et protektorat, men Storbritanniens indsats blev overført til New Zealand i 1901, da øen var annekteret. I 1974 vedtog New Zealands parlamentet Niues selvstyre.

## Geografi
Niue har et areal på 260 km² og er beliggende i det sydlige Stillehav, øst for Tonga. Niue er en af verdens største koraløer, terrænet består af stejle kalkstensklipper langs kysten med en central højslette stigende til omkring 60 meter over havets overflade. Et koralrev omgiver øen, og det eneste hul i revet ligger på vestkysten, nær hovedstaden, Alofi. Langs øens kyst findes mange kalkstenshuler.
Øen er næsten oval og har en diameter på omkring 18 km, med to store bugter på vestkysten (Alofibugten i midten og Avatelebugten i syd). Mellem bugterne er en høj ved Halagigie Point. En lille halvø, Tepa Point (eller Blowhole Point), ligger i nærheden af byen Avatele mod sydvest. Det meste af øens befolkning bor ved vestkysten, omkring hovedstaden og mod nordvest.
Øen har et tropisk klima, hvor det meste nedbør forekommer mellem november og april.

## Demografi
De fleste af dem, der lever på Niue er polynesiere, omkring 200 er europæere, samoaner og tonganer. Det talte sprog er niueansk, som er en variant af polynesisk, som minder om tongansk og samoansk, men engelsk tales på øen. De fleste af øens indbyggere er kristne, hovedsagelig protestanter.

## Økonomi
Niue har en meget svag økonomi med et BNP på omkring 7,6 millioner amerikanske dollars (2000). Den økonomisk aktivitet på øen kredser om regeringens arbejde og landbrug på familieejede plantager. Øen bruger den newzealandske dollar og er afhængig af økonomisk støtte fra New Zealand.
I august 2005 hævdede et australsk mineselskab ved navn Yamarna Goldfields, at Niue kan have en af verdens største uranforekomster. Selskabet har fået tilladelse til at lave geologiske undersøgelser på øen for at fastslå lødigheden af uranmalmen. Dog skal selskabet godkendes af regeringen til rent faktisk at udvinde uranet.
Øen får størstedelen af sine indtægter fra udenlandske bistand, især fra New Zealand. Også turismen giver indkomst, men er stadig en relativt lille industri på øen. Også pengeoverførsler fra emigrerede niuaner udgør en relativt stor andel af Niues indtægterne.
Statens udgifter overstiger normalt indtægterne, og New Zealand yder finansiel bistand til kommunale ydelser. Regeringen får også penge fra salget af frimærker til udenlandske samlere og salg af topdomænenavnet .nu.
Niues økonomi blev hårdt ramt af en tropisk storm i 2002.
De newzealandske dollar, der er i brug på Niue, adskiller sig fra de øvrige dollars, der er i brug på hovedøerne. Blandt andet har de en 1$-mønt, der har pokemonen Pikachu afbilledet.

## Forsvar og udenrigspolitik
Niue har været selvstyrende siden 1974 og har det fulde ansvar for sine interne anliggender. New Zealand har det overordnede ansvar for Niues udenrigsanliggender og militære forsvar, der udøves på anmodning fra Niues regering. Niue har ingen stående militærstyrke.

## Yderligere læsning
- Hekau, Maihetoe & al., Niue: A History of the Island, Suva: Institute of Pacific Studies (USP) & the government of Niue, 1982 [no ISBN]
- TRegear, Edward, "Niue: or Savage Island" Arkiveret 26. juni 2010 hos  Wayback Machine, The Journal of the Polynesian Society, vol.2, March 1893, pp. 11–16

## Eksterne links
Regering
- (engelsk) Niuean Government officielle hjemmeside

General information
- https://www.cia.gov/library/publications/the-world-factbook/geos/ne.html Arkiveret 26. december 2018 hos  Wayback Machine på The World Factbook
- http://ucblibraries.colorado.edu/govpubs/for/niue.htm/ Arkiveret 11. juni 2010 hos  Wayback Machine fra UCB Libraries GovPubs
- Niue på Curlie (som bygger videre på Open Directory Project)

Rejse
- (engelsk) Niue Tourism Office

Andre
- (engelsk) Niue Film Commission
- (engelsk) Niue Island.nu Arkiveret 5. juni 2010 hos  Wayback Machine portal for the people of Niue
- (engelsk) Niue Island food and caves Arkiveret 3. august 2019 hos  Wayback Machine

19°03′00″S 169°55′00″V / 19.05°S 169.9167°V